# Aleksandar Petaković
Aleksandar Petaković (serbisch-kyrillisch Александар Петаковић; * 6. Februar 1930 in Belgrad; † 12. April 2011 in Kraljevo) war ein jugoslawischer Fußballspieler und -trainer.

## Biografie

### Vereinskarriere
Petaković startete seine Karriere bei Radnički Belgrad. Mit dem Klub stieg er 1953 in die erste Liga auf und gehörte dort zu den besten Torschützen, so dass er 1954 erstmals in die Nationalelf berufen wurde. Unter Trainer Illés Spitz erreichte er mit der Mannschaft 1956 als Tabellendritter das beste Ergebnis der Vereinsgeschichte, mit 17 Toren in 15 Spielen hatte er dazu entscheidend beigetragen. Im folgenden Jahr stand er im Pokalendspiel, das trotz einer 3:0-Halbzeitführung gegen den Lokalrivalen Partizan Belgrad verloren ging. Bis zum Ende des Jahrzehnts platzierte er sich mit der Mannschaft im vorderen Tabellendrittel, 1961 folgte jedoch der Abstieg in die Zweitklassigkeit.
Da Petaković die im Ostblock übliche Altersgrenze von 28 Jahren für einen Wechsel ins nicht-sozialistische Ausland bereits überschritten hatte, konnte er 1961 in den Westen wechseln. Er schloss sich dem OSC Lille in der französischen Division 2 an, für den er elf Saisontore erzielte. Nach einer Spielzeit zog er zum belgischen Klub Standard Lüttich weiter, bei dem er jedoch kaum zum Zug kam. Ab 1963 spielte er daher für Fortuna Sittard in den Niederlanden.

### Nationalmannschaft
Ohne Länderspielerfahrung gehörte Petaković in Aleksandar Tirnanićs Aufgebot für die Weltmeisterschaft 1954, kam aber auch im Turnierverlauf nicht zum Einsatz. In den folgenden Jahren unregelmäßig eingesetzt stand er vier Jahre später erneut im Kader. Im jugoslawischen Auftaktspiel des Weltmeisterschaftsturniers 1958 gegen Schottland, das 1:1-unentschieden endete, erzielte er das erste Turniertor für seine Farben. Auch im folgenden Spiel gegen Frankreich war er als Torschütze erfolgreich und war somit maßgeblich am Erreichen des Viertelfinales beteiligt. Sein viertes Turnierspiel war die 0:1-Niederlage gegen den amtierenden Weltmeister Deutschland durch ein Tor von Helmut Rahn. Bis 1959 lief er für die Nationalmannschaft auf.

### Trainerkarriere
Petaković trainierte verschiedene jugoslawische Vereine, Ende der 1960er Jahre war er zudem in der Türkei bei Vefa Istanbul und Izmirspor tätig.